# خفاش بینی‌لوله‌ای شرقی
خفاش بینی‌لوله‌ای شرقی (نام علمی: Nyctimene robinsoni) نام یک گونه از سرده خفاش‌های میوه‌خوار بینی‌لوله‌ای است.